# Cherubusco Newton
Cherubusco Newton, född 15 maj 1848 i Greensburg i Louisiana, död 26 maj 1910 i Monroe i Louisiana, var en amerikansk politiker (demokrat). Han var ledamot av USA:s representanthus 1887–1889.
Newton efterträdde 1887 J. Floyd King som kongressledamot och efterträddes 1889 av Charles J. Boatner.
Newton är begravd i Bastrop i Louisiana.